# Jennifer Burton
Jennifer Burton (* 27. Februar 1968) ist eine US-amerikanische Schauspielerin.

## Leben
Burton spielte in den 1990er Jahren verschiedene Haupt- und Nebenrollen in US-amerikanischen B-Movies, hauptsächlich im Softerotikbereich. Sie debütierte in einer Hauptrolle im Jahr 1994 in der erfolgreichen Low-Budget-Produktion Playtime und spielte in den folgenden Jahren Nebenrollen in der Serie der Erotik-Filmreihe Emmanuelle. Danach trat sie in weiteren Rollen in einzelnen Filmen und Fernsehserien auf, unter anderem in der Hauptrolle im Film Mischievous (deutscher Titel: Angelas Spiel) im Jahr 1996.
Im Juli 1990 war sie Cover Girl der Griechischen Ausgabe des Playboy-Magazins.

## Filmografie (Auswahl)
- 1991: Night Visions
- 1993: Parfüm des Todes (Desire)
- 1994: Playtime
- 1994: Emmanuelle 4 – Geheime Wünsche (Emmanuelle 4: Concealed Fantasy)
- 1994: Emmanuelle – Botschafterin der Lust (Emmanuelle 6: One Final Fling)
- 1994: Emmanuelle: First Contact
- 1995: Dreieck der Sinne (Watch Me)
- 1995: Call Girl
- 1995: Killing for Love
- 1995: Opfer der Lust (I Like to Play Games)
- 1996: Nacht über L.A. (Dead of Night)
- 1996: Angelas Spiel (Mischievous)
- 1996: Nightshade – Die Nacht der Sünde (Night Shade)
- 1996/1998: Beverly Hills Bordello
- 1997: Illusions of Sin
- 1997: Caged Hearts
- 1998: Illicit Dreams 2
- 1999: Friction
- 1999: The Escort III